# Coppa Italia di Serie A2 2020-2021 (calcio a 5)
La Coppa Italia di Serie A2 2020-2021 è stata la 22ª edizione della manifestazione riservata alle formazioni di Serie A2 di calcio a 5. La competizione si è svolta con la formula della Final Eight dal 16 al 18 aprile 2021.

## Formula
La partecipazione alla Final Eight era riservata alle squadre giunte nelle prime due posizioni al termine del girone di andata dei quattro gironi.

## Squadre qualificate
Alla corrente edizione hanno partecipato le due squadre meglio classificate in ognuno dei quattro gironi al termine del girone di andata.
| Girone A | Girone A         | Girone B | Girone B     | Girone C | Girone C   | Girone D | Girone D  |
| 1        | L84              | 1        | Olimpus Roma | 1        | Cobà       | 1        | FF Napoli |
| 2        | Atletico Nervesa | 2        | Leonardo     | 2        | CUS Molise | 2        | Polistena |

## Final Eight
La final eight si è tenuta tra il 16 e il 18 aprile 2021 al PalaSavelli di Porto San Giorgio.

### Regolamento
Le gare si svolgevano con formula a eliminazione diretta. In caso di parità al termine dei tempi regolamentari nelle sfide dei quarti e delle semifinali si sarebbe proceduti direttamente ai tiri di rigore, mentre nella finale, in tal caso, si sarebbero svolti prima due tempi supplementari.

### Sorteggio
Il sorteggio per la final eight si è tenuto il 3 aprile alle 13 ed è stato trasmesso sui canali social della Divisione Calcio a 5, insieme a quello delle final eight delle altre categorie. Le squadre sono state divise in due gruppi: nel gruppo A figuravano le squadre prime classificate al termine delle gare d'andata nel proprio girone, mentre nel gruppo B erano presenti le squadre seconde classificate. Negli incontri dei quarti di finale ogni squadra appartenente al gruppo A è stata sorteggiata in posizione 1, mentre le squadre del gruppo B sono state sorteggiate in posizione 2. Squadre provenienti dallo stesso girone di serie A2 non potevano incontrarsi nel primo turno.
| Gruppo A     | Gruppo B         |
| L84          | Atletico Nervesa |
| Olimpus Roma | Leonardo         |
| Cobà         | CUS Molise       |
| FF Napoli    | Polistena        |

### Tabellone
|  | Quarti di finale | Quarti di finale | Quarti di finale |              |              | Semifinali   | Semifinali | Semifinali |  |  | Finale | Finale | Finale |  |
|  |                  |                  |                  |              |              |              |            |            |  |  |        |        |        |  |
|  | 1C               | Cobà             | 6                |              |              |              |            |            |  |  |        |        |        |  |
|  | 1C               | Cobà             | 6                |              |              |              |            |            |  |  |        |        |        |  |
|  | 2B               | Leonardo         | 3                |              |              |              |            |            |  |  |        |        |        |  |
|  | 2B               | Leonardo         | 3                |              | Cobà         | Cobà         | 2          |            |  |  |        |        |        |  |
|  |                  |                  |                  |              | Cobà         | Cobà         | 2          |            |  |  |        |        |        |  |
|  |                  |                  | FF Napoli        | FF Napoli    | 3            |              |            |            |  |  |        |        |        |  |
|  | 1D               | FF Napoli        | FF Napoli        | FF Napoli    | 3            | 6            |            |            |  |  |        |        |        |  |
|  | 1D               | FF Napoli        |                  |              |              |              |            |            |  |  |        |        |        |  |
|  | 2C               | CUS Molise       | 1                |              |              |              |            |            |  |  |        |        |        |  |
|  | 2C               | CUS Molise       | 1                |              | FF Napoli    | FF Napoli    | 5          |            |  |  |        |        |        |  |
|  |                  |                  |                  |              |              |              |            |            |  |  |        |        |        |  |
|  |                  |                  | Olimpus Roma     | Olimpus Roma | 0            |              |            |            |  |  |        |        |        |  |
|  | 1B               | Olimpus Roma     | Olimpus Roma     | Olimpus Roma | 0            | 8            |            |            |  |  |        |        |        |  |
|  | 1B               | Olimpus Roma     |                  |              |              |              |            |            |  |  |        |        |        |  |
|  | 2A               | Atletico Nervesa | 2                |              |              |              |            |            |  |  |        |        |        |  |
|  | 2A               | Atletico Nervesa | 2                |              | Olimpus Roma | Olimpus Roma | 2          |            |  |  |        |        |        |  |
|  |                  |                  |                  |              | Olimpus Roma | Olimpus Roma | 2          |            |  |  |        |        |        |  |
|  |                  |                  | Polistena        | Polistena    | 1            |              |            |            |  |  |        |        |        |  |
|  | 1A               | L84              | Polistena        | Polistena    | 1            | 1            |            |            |  |  |        |        |        |  |
|  | 1A               | L84              |                  |              |              |              |            |            |  |  |        |        |        |  |
|  | 2D               | Polistena        | 2                |              |              |              |            |            |  |  |        |        |        |  |

### Quarti di finale
| Arbitri: | Stefano Mestieri (Finale Emilia) Carmine Genoni (Busto Arsizio) |
| Crono:   | Silvio Paoloni (Ascoli Piceno)                                  |

|                                                                            |           |                                        |
| Manfroi 7'35'’, 13'28'’, 31'47'’ Sgolastra 27'08'’, 35'38'’ Mateus 38'03'’ | Marcatori | 20'48'’ Acco 28'40'’, 38'19'’ Perdighe |

| Arbitri: | Daniele Filannino (Jesi) Giovanni Losacco (Bari) |
| Crono:   | Luca Di Battista (Avezzano)                      |

|                                                                                      |           |              |
| Hozjan 5'49'’ Turmena 10'25'’ Foglia 11'47'’ Arillo 12'44'’ Fortino 23'25'’, 25'28'’ | Marcatori | 3'03'’ Turek |

| Arbitri: | Paolo Lapenta (Moliterno) Francesco Saverio Mancuso (Vibo Valentia) |
| Crono:   | Marco Di Filippo (Teramo)                                           |

| |           |                                    |
| Jorginho 9'43'’, 9'50'’, 37'30'’ Chimanguinho 18'52'’ Dimas 19'55'’, 22'34'’, 36'52'’ Suazo 27'53'’ | Marcatori | 4'24'’ Leandrinho 17'07'’ Rexhepaj |

| Arbitri: | Fabio Pozzobon (Treviso) Martina Piccolo (Padova) |
| Crono:   | Stefania Candria (Teramo)                         |

|               |           |                              |
| Miani 13'33'’ | Marcatori | 0'58'’ Diogo 19'44'’ Dentini |

### Semifinali
| Arbitri: | Tullio Graziano (Palermo) Marco Moro (Latina) |
| Crono:   | Stefano Lavanna (Pesaro)                      |

|                               |           |                                                |
| Mateus 9'51'’ Borsato 19'55'’ | Marcatori | 6'49'’ Milucci 12'23'’ Turmena 33'42'’ Fortino |

| Arbitri: | Michele Desogus (Cagliari) Fabio Maria Malandra (Avezzano) |
| Crono:   | Ivano Pubblico (Roma 1)                                    |

|                                     |           |               |
| Dimas 20'56'’ F. Di Eugenio 25'38'’ | Marcatori | 38'30'’ Silon |

### Finale
| Arbitri: | Andrea Colombo (Modena) Davide Plutino (Reggio Emilia) |
| Crono:   | Emanuele Roscini (Foligno)                             |

| |            | |
| Hozjan 2'52'’ Foglia 10'16'’ Renoldi 12'24'’, 23'13'’ Fortino 27'11'’ | Marcatori  | |
| · Marcio Ganho · Fernando Perugino · 6'05'’ Nejc Hozjan · 23'07'’ Rodolfo Fortino · 9'44'’ Adriano Foglia · Carlo Capiretti · Alessandro Perugino · Luca De Simone · Vincenzo Milucci · Vitor Renoldi · Vincenzo Amirante · Tiziano Chilelli | Formazioni | · Laion De Freitas · Alessio Di Eugenio · Simone Achilli · Dimas 6'05'’ · Jorginho 23'43'’ · Tommaso Musso · Luca Pizzoli · Andrea Pizzoli · Federico Di Eugenio 18'18'’ · Chimanguinho · Abdesslam Benlamrabet · Lolo Suazo |
| Piero Basile | Allenatori | Daniele D'Orto |

## Classifica marcatori
| Gol |  |  | Giocatore           | Squadra      |
| --- |  |  | ------------------- | ------------ |
| 4   |  |  | Dimas               | Olimpus Roma |
| 4   |  |  | Rodolfo Fortino     | FF Napoli    |
| 3   |  |  | Jorginho            | Olimpus Roma |
| 3   |  |  | Felipe Manfroi      | Cobà         |
| 2   |  |  | Adriano Foglia      | FF Napoli    |
| 2   |  |  | Mateus Garcia       | Cobà         |
| 2   |  |  | Nejc Hozjan         | FF Napoli    |
| 2   |  |  | Fabio Perdighe      | Leonardo     |
| 2   |  |  | Vitor Renoldi       | FF Napoli    |
| 2   |  |  | Nico Sgolastra      | Cobà         |
| 2   |  |  | Luís Felipe Turmena | FF Napoli    |

| Gol |  |  | Giocatore             | Squadra          |
| --- |  |  | --------------------- | ---------------- |
| 1   |  |  | Rodrigo Acco          | Leonardo         |
| 1   |  |  | Attilio Arillo        | FF Napoli        |
| 1   |  |  | Luiz Henrique Borsato | Cobà             |
| 1   |  |  | Chimanguinho          | Olimpus Roma     |
| 1   |  |  | Francesco Dentini     | Polistena        |
| 1   |  |  | Federico Di Eugenio   | Olimpus Roma     |
| 1   |  |  | Leandrinho            | Atletico Nervesa |
| 1   |  |  | Murilo Miani          | L84              |
| 1   |  |  | Vincenzo Milucci      | FF Napoli        |
| 1   |  |  | Besnik Rexhepaj       | Atletico Nervesa |
| 1   |  |  | Junior Silon          | Polistena        |
| 1   |  |  | Lolo Suazo            | Olimpus Roma     |
| 1   |  |  | Diogo Teixeira        | Polistena        |
| 1   |  |  | Vojtech Turek         | CUS Molise       |